# Miloslav Vlk
Miloslav Vlk (Lišnice, 17. svibnja 1932. – 18. ožujka 2017.), je umirovljeni češki kardinal Katoličke Crkve u Češkoj. Za svećenika je zaređen 23. lipnja 1968. u jeku Praškoga proljeća, a za biskupa Čeških Budĕjovica imenovan je nakon Baršunaste revolucije, 31. ožujka 1990. Iako je tu dužnost vršio svega godinu dana, zbog njegova pastoralnog rada 1991. imenovan je 35. nadbiskupom Praške nadbiskupije. Na toj dužnosti ostao je do 13. veljače 2010. kada ga nasljeđuje Dominik Duka. Papa Ivan Pavao II. ga je 23. studenog 1994. imenovao kardinalom, a tu je titulu Vlk jedini put iskoristio na Papinskoj konklavi 2005., a jer je 2012. prešao granicu od 80 godina nije sudjelovao na Papinskoj konklavi 2013. godine.

## Mladost
Miloslav Vlk je rođen 17. svibnja 1932. u Lišnicama, u dijelu mjesta Sepekov, maloga trgovačkoga gradića na jugozapadu Češke, u Južnočeškoj regiji. Djetinjstvo je proveo u Záluziju blizu sela Chyšky, gdje je pohađao osnovnu školu i stekao iskustvo rada na selu, u poljoprivredi i govedarstvu.
Već je kao jedanaestgodišnjak počeo razmišljati o svećeničkom pozivu, koji je osjetio kad je na plakatu u svojoj župnoj crkvi vidio natpis: "Želiš li i ti postati svećenik?" Tada je čvrsto odlučio odazvati se pozivu, iako je kao mali također želio postati i pilot.
Dana 20. lipnja 1952. završio je srednju školu u Českim Budějovicama. Iako je nakon srednje škole želio studirati teologiju, zbog zabrane koju je postavio komunistički režim u Čehoslovačkoj, od 1952. do 1953. radio je u tvornici automobila Motor Union, a od 1953. do 1955. u vojnom servisu u mjestu Karlovy Vary.
Zbog poboljšanja političke situacije tijekom 1960-ih dobio je dozvolu za odlazak na studij likovnih umjetnosti u Pragu, ali on se specijalizirao za arhivistiku. Tih godina radio je u raznim regionalnim arhivima u Třeboňu i mjestu Jindřichův Hradec, a do 1964. bio je direktor Općinskog arhiva u Českim Budějovicama. Tijekom rada u arhivistici, objavio je nekoliko znanstvenih radova u raznim znanstevnim časopoisima. Godine 1964. napustio je taj posao i upisao studij teologije na Teološkom fakultetu Svetog Ćirila i Metoda u Litomericama.

## Svećeništvo
Miloslav Vlk je za svećenika zaređen 23. lipnja 1968., u vrijeme Praškog proljeća, u dobi od 36 godina. Već istoga dana, zbog straha od komunističkih progona, Vlk je postavljen za sekretara u biskupiji České Budějovice i na toj funkciji je radio od 1968. do 1971.
Bojeći se njegova pastoralnoga utjecaja na narod, komunistički režim ga je pritiscima natjerao da 1971. napusti České Budějovice. No unatoč napuštanju biskupskoga grada, František Tomášek nije odlučio prekinuti njegovo djelovanje, već ga šalje u župe Lažiště i Záblatí, podno Češke šume u distriktu Prachatice. No lokalni komunisti su uz pomoć vlade uspjeli tijekom 1978. godine ishoditi njegov progon iz toga kraja. Iste je godine bio prisiljen živjeti u praškim podrumima (sve do 1988.), a za to vrijeme radio je kao čistač prozora. U isto je vrijeme malim grupama vjernika držao mise u podrumima te honorarno radio i kao arhivist u Čehoslovačkom državnom praškom arhivu (1968. – 1988.)
Dana 1. siječnja 1989. dolazi do popuštanja komunističkog režima, pri čemu biva dozvoljeno javno svećeničko i pastoralno djelovanje. Iste godine postaje župnikom u mjestima Žihobce i Bukovnik u distriktu Klatovy, na zapadu Bohemije. Nakon toga, 1. rujna 1989. počeo je raditi kao kapelan na bavarsko(njemačko)-češkoj granici u mjestima Čachrov, Javorná, Železná Ruda, Běšiny, Stráž i Šumavě.

## Episkopat
Nakon Baršunaste revolucije i Pada komunizma Vlkov fizički rad i potajno pastoralno djelovanje najednom postaju dio prošlosti. Već ga je 14. veljače 1990. papa Ivan Pavao II. proglasio biskupom Českih Budějovica, a 31. ožujka 1990. i službeno mu je dotadašnji biskup Antonín Liška predao biskupske moći i upravljanje biskupijom u njegove ruke.
No, već godinu dana poslije papa Ivan Pavao II., 27. ožujka 1991. (369 dana nakon službenog proglašenja biskupom), proglašava Vlka nadbiskupom Praške nadbiskupije, čime je Milsolav Vlk postao nasljednik Františeka Tomäšeka, koji je ubrzo preminuo (4. kolovoza 1992.) u nadbiskupskoj prijestolnici. Čini se da je Miloslav Vlk ostao toliko zapažen u očima pape Ivana Pavla II., da mu zbog pastoralnog djelovanja 26. studenog 1994. dodjeljuje naslov kardinala-prezbitera.
1992. izabran je kao predsjednik Češke biskupske konferencije, a na toj dužnosti ostao je do 2001. godine. Od 16. travnja 1993. do 31. svibnja 2001. bio je predsjednik Vijeća Europskim biskupskih konferencija (CCEE), kao nasljednik milanskog nadbiskupa Carla Marie Martinia. Bio je glavni tajnik 1. Biskupske sinode (1991.), i sudionik 9. sinode (1994.) i 2. Europske biskupske sinode 1999. godine.
Između 1992. i 1993. dobio je tri ponude za honorarni posao kao profesor teologije s tri sveučilišta: Bendikitnskog koledža u Illinoisu, Učilišta Svetog Tome u SAD-u, i ponudu doktora teologije na Fakultetu u Passau.
Vlk je sudjelovao na Papinskoj konklavi 2005. godine koja je za papu izabrala Benedikta XVI. 17. svibnja 2012. Vlk je napunio 80 godina i tako izgubio pravo glasa na konklava, ali mu je zauvijek ostavljena titula kardinala. Uz dozvolu pape, Vlk se povukao u svećeničku mirovinu i u dominikanski samostan, a njegovo mjesto nadbiskupa Praga naslijedio je dominikanac Dominik Duka.
Dobiviši pozivnicu od pape Franje sudjelovao je na proslavi 600. obljetnice smrti Jana Husa, koja se održala u Pragu 5. i 6. srpnja
2015. Za svoje geslo ima Da svi budu jedno (lat. Ut omnes unum sint).

## Vanjske poveznice
- (češ.) Službeni životopis   Arhivirana inačica izvorne stranice od 15. travnja 2012. (Wayback Machine)
- (češ.) Službena stranica čeških kardinala
- (češ.) Miloslav Vlk v pořadu Impulsy Václava Moravce[neaktivna poveznica]
- (češ.) John C. Rao: Otvoreni dopis kardinalu Miloslavu Vlku  Arhivirana inačica izvorne stranice od 15. lipnja 2008. (Wayback Machine)

| Titule u Katoličkoj Crkvi    | Titule u Katoličkoj Crkvi      | Titule u Katoličkoj Crkvi |
| ---------------------------- | ------------------------------ | ------------------------- |
| prethodnik František Tomášek | praški nadbiskup 1991. - 2010. | nasljednik Dominik Duka   |